# Cegielnia (stacja kolejowa)
Cegielnia – dawna wąskotorowa stacja kolejowa w Cegielni, w gminie Kleczew, w woj. wielkopolskim, w Polsce. Stacja znajdowała się około 500 metrów na północ od ówczesnego folwarku. Około 1985 roku, w związku z ekspansją odkrywki węgla brunatnego Jóźwin, prowadzonej przez KWB Konin, zamknięto i rozebrano torowisko oraz budynki stacyjne.
Przez Cegielnię przebiegały dwie wąskotorowe linie kolejowe. Pierwsza z nich, Jabłonka Słupecka – Wilczyn, prowadziła z Jabłonki do Wilczyna. Druga, była odnogą pierwszej, w kierunku Sompolna, przez Ślesin i Ignacewo.